# Цона Продутива Рамера (Тревизо)
Цона Продутива Рамера је насеље у Италији у округу Тревизо, региону Венето.
Према процени из 2011. у насељу је живело 123 становника. Насеље се налази на надморској висини од 41 м.